# Lekkoatletyka na Letnich Igrzyskach Paraolimpijskich 2012 – 100 metrów T54 mężczyzn
W biegu na 100 metrów kl. T54 mężczyzn podczas Letnich Igrzysk Paraolimpijskich 2012 rywalizowało ze sobą 22 zawodników. W konkursie udział wzięli poruszający się na wózkach sportowcy z uszkodzonym rdzeniem kręgowym, posiadający pełną kontrolę nad rękami, szeroką nad tułowiem i jej pozbawieni nad nogami.

## Wyniki

### Eliminacje
Bieg 1
| Poz. | Zawodnik                   | Narodowość | Rezultat | Uwagi |
| ---- | -------------------------- | ---------- | -------- | ----- |
| 1    | Liu Yang                   | Chiny      | 13,91    | Q     |
| 2    | Saichon Konjen             | Tajlandia  | 14,16    | Q     |
| 3    | Kenny van Weeghel          | Holandia   | 14,21    | q     |
| 4    | Niklas Almers              | Szwecja    | 14,89    |       |
| 5    | Pedro Gandarilla Fernandez | Meksyk     | 14,93    |       |
| 6    | Esa-Pekka Mattila          | Finlandia  | 14,99    |       |
| 7    | Nkegbe Botsyo              | Ghana      | 15,52    |       |

Bieg 2
| Poz. | Zawodnik                   | Narodowość                   | Rezultat | Uwagi |
| ---- | -------------------------- | ---------------------------- | -------- | ----- |
| 1    | Leo Pekka Tahti            | Finlandia                    | 13,63    | Q, WR |
| 2    | Supachai Koysub            | Tajlandia                    | 14,43    | Q     |
| 3    | Curtis Thom                | Kanada                       | 14,47    | q     |
| 4    | Ahmed Aouadi               | Tunezja                      | 14,51    |       |
| 5    | Mohammad Vahdani           | Zjednoczone Emiraty Arabskie | 14,52    |       |
| 6    | Richard Nicholson          | Australia                    | 15,23    |       |
| 7    | Luis Hector Morales Garcia | Salwador                     | 17,62    |       |

Bieg 3
| Poz. | Zawodnik                    | Narodowość | Rezultat | Uwagi |
| ---- | --------------------------- | ---------- | -------- | ----- |
| 1    | Cui Yanfeng                 | Chiny      | 14,00    | Q     |
| 2    | Marc Schuh                  | Niemcy     | 14,18    | Q     |
| 3    | Sukhum Namlun               | Tajlandia  | 14,49    |       |
| 4    | Matthew Cameron             | Australia  | 14,51    |       |
| 5    | Juan Pablo Cervantes Garcia | Meksyk     | 15,10    |       |
| 6    | Colin Mathieson             | Kanada     | 15,25    |       |
| 7    | Demba Jarju                 | Gambia     | 18,84    |       |
| 8    | Thierry Mabicka             | Gabon      | 21,42    |       |

### Finał
| Poz. | Zawodnik          | Narodowość | Rezultat | Uwagi |
| ---- | ----------------- | ---------- | -------- | ----- |
| 1    | Leo Pekka Tahti   | Finlandia  | 13,79    |       |
| 2    | Liu Yang          | Chiny      | 13,92    |       |
| 3    | Saichon Konjen    | Tajlandia  | 14,10    |       |
| 4    | Cui Yanfeng       | Chiny      | 14,11    |       |
| 5    | Marc Schuh        | Niemcy     | 14,61    |       |
| 6    | Curtis Thom       | Kanada     | 14,74    |       |
| 7    | Supachai Koysub   | Tajlandia  | 14,74    |       |
| 8    | Kenny van Weeghel | Holandia   | 14,87    |       |